# Пєскова Скала

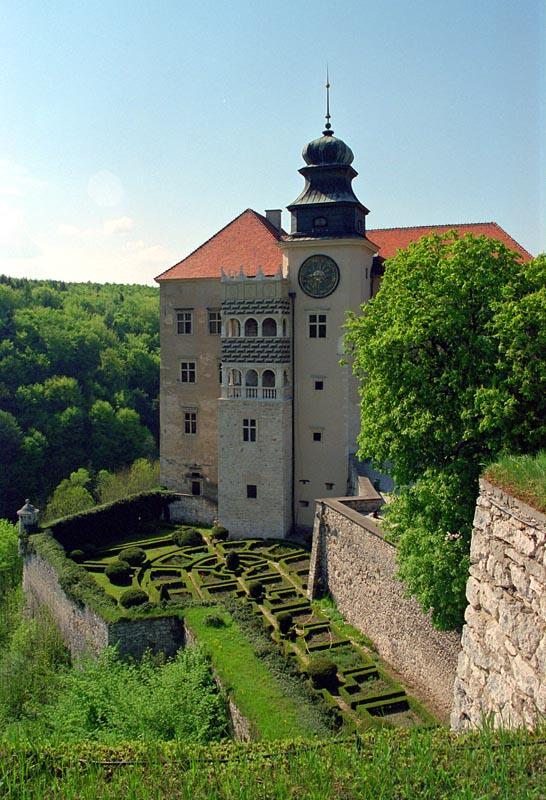
Загальний вигляд з бастіону

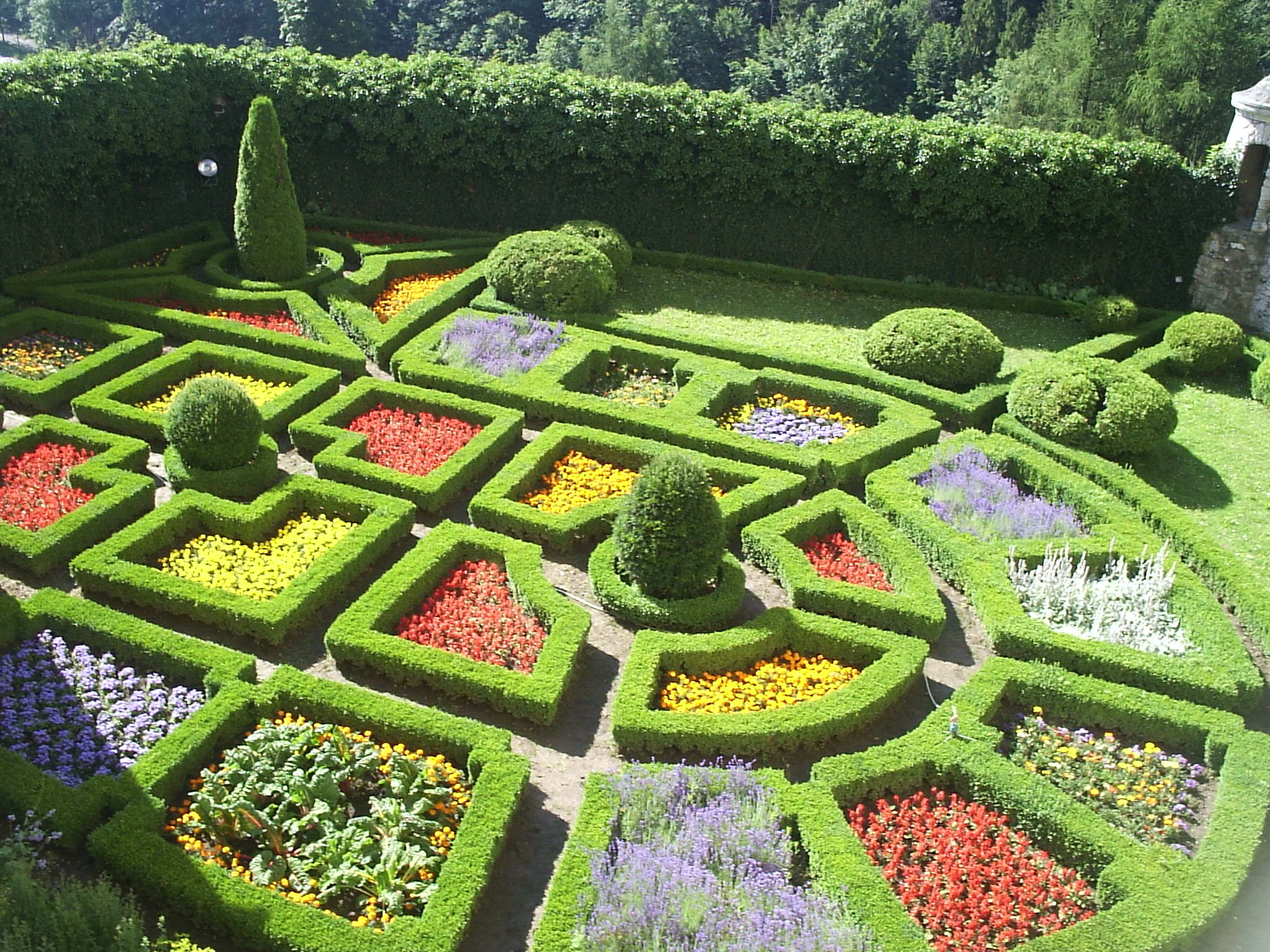

Пєско́ва Скала́ (пол. Pieskowa Skała) — середньовічний замок, розташований у ґміні Сулошова Краківського повіту Малопольського воєводства. Побудований на вершині, оточеній з трьох сторін прірвою.

## Відомості

### Історія
Вперше замок згадується у 1315 в документах Владислава Локетка під німецькою назвою «Peskenstein». «Stein» означає «скеля», тоді як перший склад походить від старопольської вимови імені Петро — «Pieszko». Так, ймовірно, виникла перша назва замку, оскільки першим приватним власником замку був польський шляхтич Пйотр Шафранець.
Мурований замок збудовано в період правління Казимира III. До цього тут була дерев'яна фортеця, щоправда, невідомо чи на цьому самому місці, чи за кількасот метрів, де були знайдені рештки валів та оборонного рову. Так чи інакше, замок був збудований на важливому торговому шляху з Сілезії до Кракова.

### Легенди
Легенда розповідає, що перший власник замку Пйотр Шафранець був алхіміком та займався чорною магією, намагався отримати золото із звичайних металів. В легенді йдеться також про те, що він убив багато людей, а саме купців, яких запрошував у замок, влаштовував для них святкову вечерю, а потім, коли вони засинали, підлога у їхніх покоях відкривалася і вони випадали на скелі під замком та гинули.

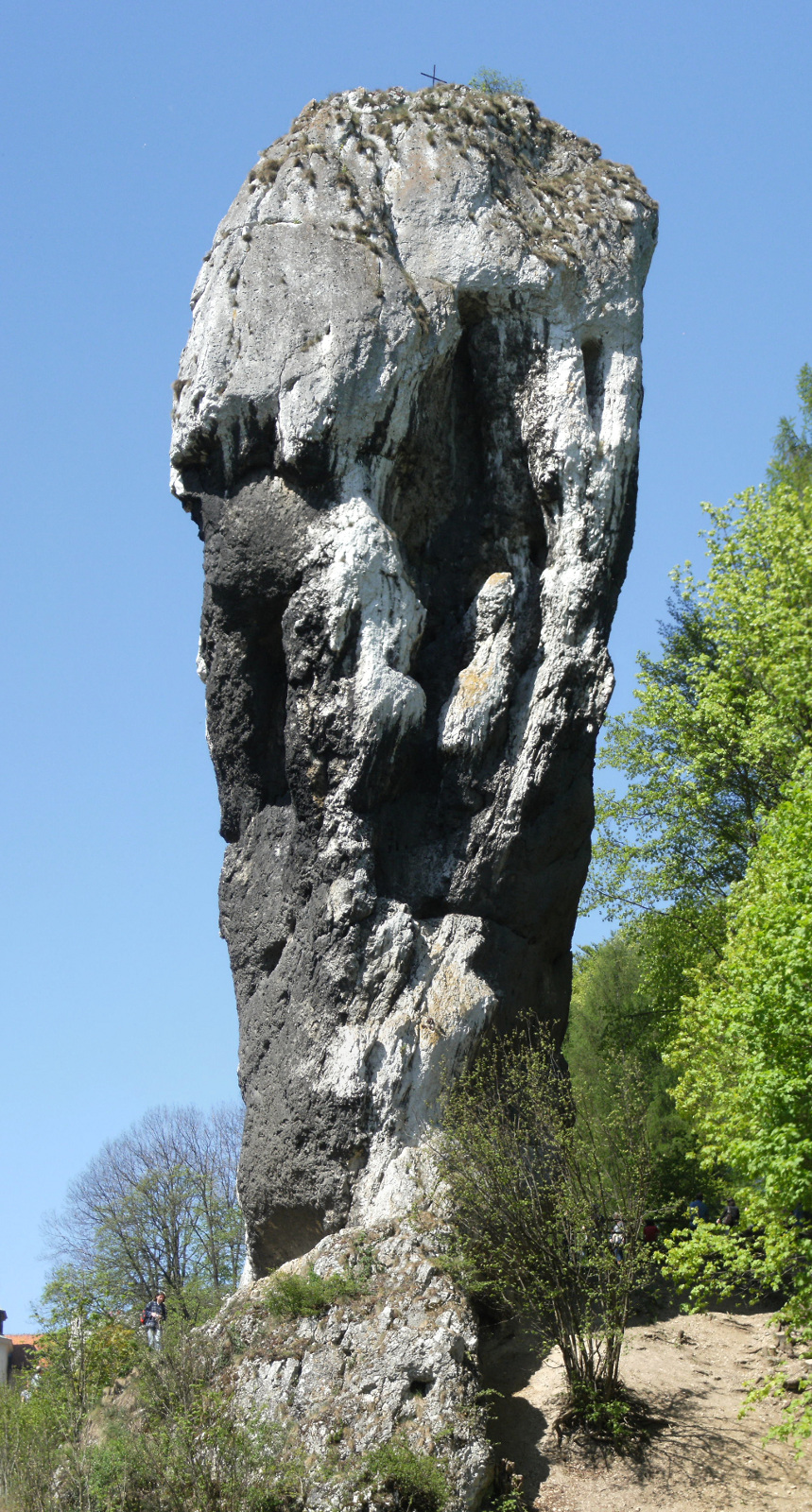
«Булава Геркулеса»

Інша легенда розповідає про походження «Булави Геркулеса», а саме що нею легендарний польський правитель Крак вбив краківського дракона і залишив її тут, після чого вона вросла в землю і залишилась назавжди.

### Опис
Ворота, увінчані гербом Радван роду Зебжидовських, ведуть до першого зовнішнього дітинця — передмістя. Перша в'їзна вежа з годинником, побудована у XX столітті, замінила середньовічну вежу, що завалилася. Друга середньовічна башта збереглася до наших днів, проте, вхід до неї відвідувачам замку зачинений. До неї прилягає двоповерховий флігель XVII століття. Лоджія поруч з в'їзною вежею є єдиним приклад такого типу архітектури в Польщі. Нижче знаходиться чудовий італійський сад, закладений у третьому — нижньому бастіоні (туристів туди теж не пускають). В одному з бастіонів знаходиться ресторан, на вершині — оглядовий майданчик. Красивий двоповерховий аркадний внутрішній двір в стилі Ренесанс побудований за зразком Вавелю. Тут можна побачити 21 горгулью в образах тварин і людей. Тут розташована також колодязь, глибиною 40 м. У чотирьох великих залах замку створений музей з цікавою експозицією картин, скульптур та меблів з XIV до XIX століття.
Поряд із замком знаходиться «Булава Геркулеса» — вапняковий останець висотою до 25 метрів.

### Саркофаги Сенявських
У замку зберігаються вивезені у 1920 році перед більшовицьким наступом із костелу Святої Трійці із Бережанського замку цінні цинкові саркофаги деяких представників роду магнатів Сенявських, які в останні роки були реставровані працівниками замку — філії Вавелю.